# 11242 Franspost
11242 Franspost este un asteroid din centura principală de asteroizi.

## Descriere
11242 Franspost este un asteroid din centura principală de asteroizi. A fost descoperit pe 25 martie 1971 la Observatorul Palomar de Cornelis Johannes van Houten, Ingrid van Houten-Groeneveld și Tom Gehrels. Asteroidul prezintă o orbită caracterizată de o semiaxă mare de 2,28 ua, o excentricitate de 0,06 și o înclinație de 6,4° în raport cu ecliptica.